# 평북선

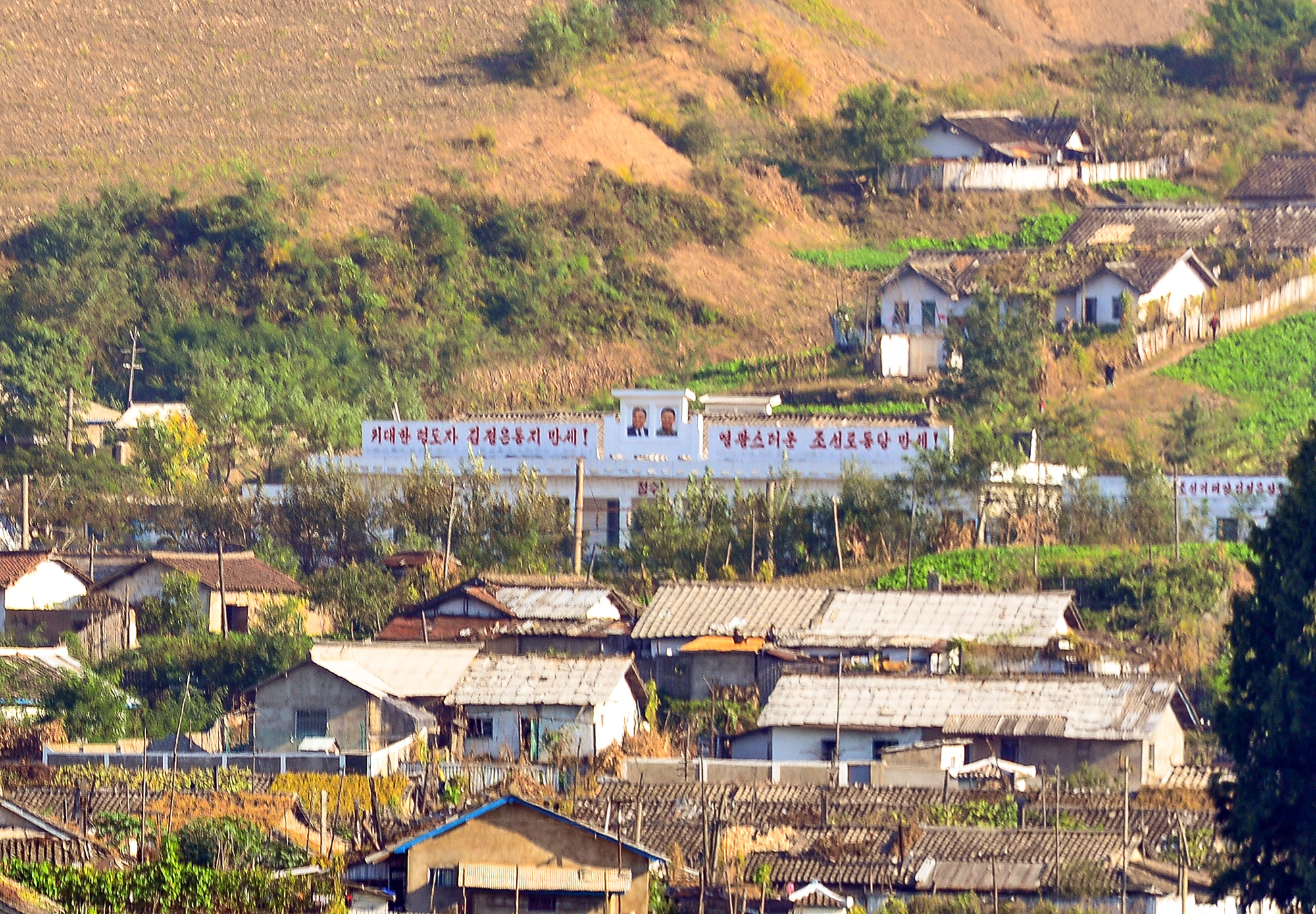

평북선(平北線)은 평안북도 정주시에서 삭주군을 연결하는 단선철도이다. 압록강 수풍발전소와 연결된다. 일제강점기 때인 1939년 9월 27일에 평북철도주식회사(平北鐵道株式會社)에 의하여 산업철도로 개통되었다. 이 철도는 삭주군 청수로동자구까지 이어졌으며 평안북도 구성시와 대관군을 지난다. 구성시 역전동에 위치한 구성역에서는 녕변군으로 가는 철도인 팔원선(구성선)이 갈라진다.

## 노선 정보
- 구간과 거리 : 정주청년역~청수역, 120.5km
- 역 수 : 13개(양단역 포함)
- 궤도 간격 : 1435mm(표준궤)
- 전철화 구간 : 전 구간(직류 3000V)
- 복선 구간 : 없음
- 폐역 정보

- 고안역(高安驛) : 정주청년역 기점 10.4km 지점에 존재하였음.

## 역목록
| 역명               | 로마자 역명        | 한자 역명 | 접속 노선       |
| ------------------ | ------------------ | --------- | --------------- |
| 정주청년           | Chŏngju Ch'ŏngnyŏn | 定州靑年  | 평의선          |
| 봉명               | Pongmyŏng          | 鳳鳴      |                 |
| 방현               | Panghyŏn           | 方峴      |                 |
| 구성               | Kusŏng             | 龜城      | 청년팔원선      |
| 백운               | Paegun             | 白雲      |                 |
| 팔영               | P'alyŏng           | 八營      |                 |
| 대령강             | Taeryŏnggang       | 大寧江    |                 |
| 신온               | Sinon              | 新溫      | 대관리선        |
| 풍년               | P'ungnyŏn          | 豊年      |                 |
| 서부               | Sŏbu               | 西部      |                 |
| 판막               | P'anmak            | 板幕      |                 |
| 부풍               | Pup'ung            | 富豊      | 압록강선·수풍선 |
| 청수               | Ch'ŏngsu           | 靑水      |                 |
| 압록강 (조중 국경) |                    |           |                 |
| 상허커우           | Shànghékǒu         | 上河口    | 펑상 철로       |

## 참고 문헌
- 이동훈 (2008년 12월 22일). “북한 철도 유라시아 철도의 ‘끊어진 고리’ 北, 12개 주요 노선 어떤 상태인가”. 《조선일보》. 2016년 11월 22일에 원본 문서에서 보존된 문서. 2008년 12월 27일에 확인함.
- 고쿠부 하야토(国分隼人), 《将軍様の鉄道 北朝鮮鉄道事情》, 新潮社, 2007, ISBN 978-4-10-303731-6